# Псевдотсуга сизая
Псевдотсуга сизая — подвид псевдотсуги Мензиса (Дугласовой пихты), вечнозелёное хвойное дерево, происходящее из западных областей Северной Америки.
Образует леса в Скалистых горах, горных районах западной части Северной Америки и Центральной Британской Колумбии в провинции Альберта на севере. Распространена преимущественно на высотах 600—3000 м над уровнем моря.
Достигает высоты 55 м при толщине ствола до 2 м.

## Описание
Внешне напоминает крупную пихту или ель. Крона коническая.
Ветви на молодых деревьях приподнятые, на старых — горизонтальные.
Кора буровато-серая, со смоляными вздутиями.
Хвоя сизо-зелёная, плоская, тупая, расположена под острым углом к побегу. Шишки 4—7 см длиной, созревают за одну вегетацию, висячие, по вылете семян шишки не рассыпаются, а остаются на дереве в течение всей зимы. Семена 5—6 мм длиной и 3—4 мм широкий, с крылом 12—15 мм.
Развивает глубокую корневую систему. Нетребовательна к плодородию почвы, но не выносит тяжёлых, уплотнённых почв. Светолюбива, удовлетворительно переносит городские условия, относительно быстро растёт и легко переносит пересадку даже во взрослом состоянии. Взрослое дерево засухоустойчиво.
Древесина по качеству приближается к древесине лиственницы.